# Кукидис, Константинос
Константинос Кукидис (греч. Κωνσταντίνος Κουκίδης; 1924 (?) — 27 апреля 1941) — греческий военный, который, согласно легенде, 27 апреля 1941 года отказался снимать греческий флаг над Афинским Акрополем, несмотря на требования солдат вермахта, и совершил самоубийство.

## Подвиг
9 июля 1941 года британская газета Daily Mail опубликовала статью «A Greek Carries his Flag To The Death» о событии в Афинах, случившемся во время вступления вермахта в греческую столицу. Согласно статье, 27 апреля 1941 года солдат гвардии эвзонов Константинос Кукидис охранял флаг, развевавшийся над Афинским Акрополем. После того, как немцы подошли к Акрополю, офицер вермахта потребовал от Кукидиса сложить оружие, спустить греческий флаг и поднять флаг Третьего рейха. Кукидис отказался выполнять требования немцев и вместо этого, обернувшись во флаг, прыгнул с Акрополя и разбился насмерть.
На месте, где произошло событие, в 2000 году была установлена мемориальная доска со следующей надписью:

27 апреля 1941 года, в день вступления немецких войск в Афины, страж греческого флага на Акрополе и сторонник сопротивления Константин Кукидис отказался сдаться и прыгнул вниз со святыни. Камень воздвигнут муниципалитетом Афин при мэре Дим. Л. Аврамопулосе вместе с Объединением национального сопротивления в 2000 году.
Оригинальный текст (греч.)27 Απριλιου 1941, την Ημέρα εισόδου των γερμανικών στρατευμάτων στην Αθήνα ο Κωνσταντίνος Κουκίδης φρουρός τής Ελληνικής σημαίας στην Ακρόπολη αρνούμενος να την παράδοση έπεσε απο τον ιερό βράχο τυλιγμένος σε αυτή πρωτοπόρος του αντιστασιακού αγώνα. Στήλη τοποθετήθηκε απο τον Δήμο Αθηναίων επί Δημαρχίας Δημ. Λ. Αβραμόπουλου σε συνεργασία με την Κίνηση Ενωμένη Εθνική Αντίσταση το Ετος 2000.

## Достоверность
Тем не менее, факт подвига оспаривается многими людьми, поскольку не были установлены факты существования Кукидиса и тем более его совершения подвига. Одним из редких источников информации стала партия «Новая демократия», которая указывала, что Кукидис действительно существовал и при этом состоял в Национальной молодёжной организации при премьер-министре Иоаннисе Метаксасе. 26 апреля 2000 года мэр Афин Димитрис Аврамопулос заявил в интервью газете «Элефтеротипия», что документальных свидетельств, однозначно подтверждающих существование Кукидиса и совершение им подвига, не существуют, а эта легенда наверняка была выдумана греками для поднятия боевого духа. Директор отделения истории Армии Греции, генерал-лейтенант Иоаннис Какудакис сообщил, что факт существования Кукидиса не удалось проверить.
В наши дни охрану флага над Афинами продолжают нести солдаты. Флаг поднимается по утрам в 6:30 и спускается на закате обычными военными, а эвзоны в своей традиционной форме поднимают и спускают флаг по воскресеньям. При этом факт того, что флаг со свастикой поднимался над Акрополем, не оспаривается: 30 мая 1941 года Манолис Глезос и Апостолос Сантас сорвали его и разорвали на куски.